# 鰕鱂亞目
鰕鱂亞目為輻鰭魚綱鯉齒目的一個亞目，又称单唇鱂亚目，为分布于非洲、美洲及亚洲南部的小型淡水鱼类。 其下分為3科：
- 鰕鱂科(Aplocheilidae；在中国大陆多译为单唇鱂科[1] )
- 假鰓鱂科(Nothobranchiidae)
- 溪鱂科(Rivulidae)